# Miststreuer

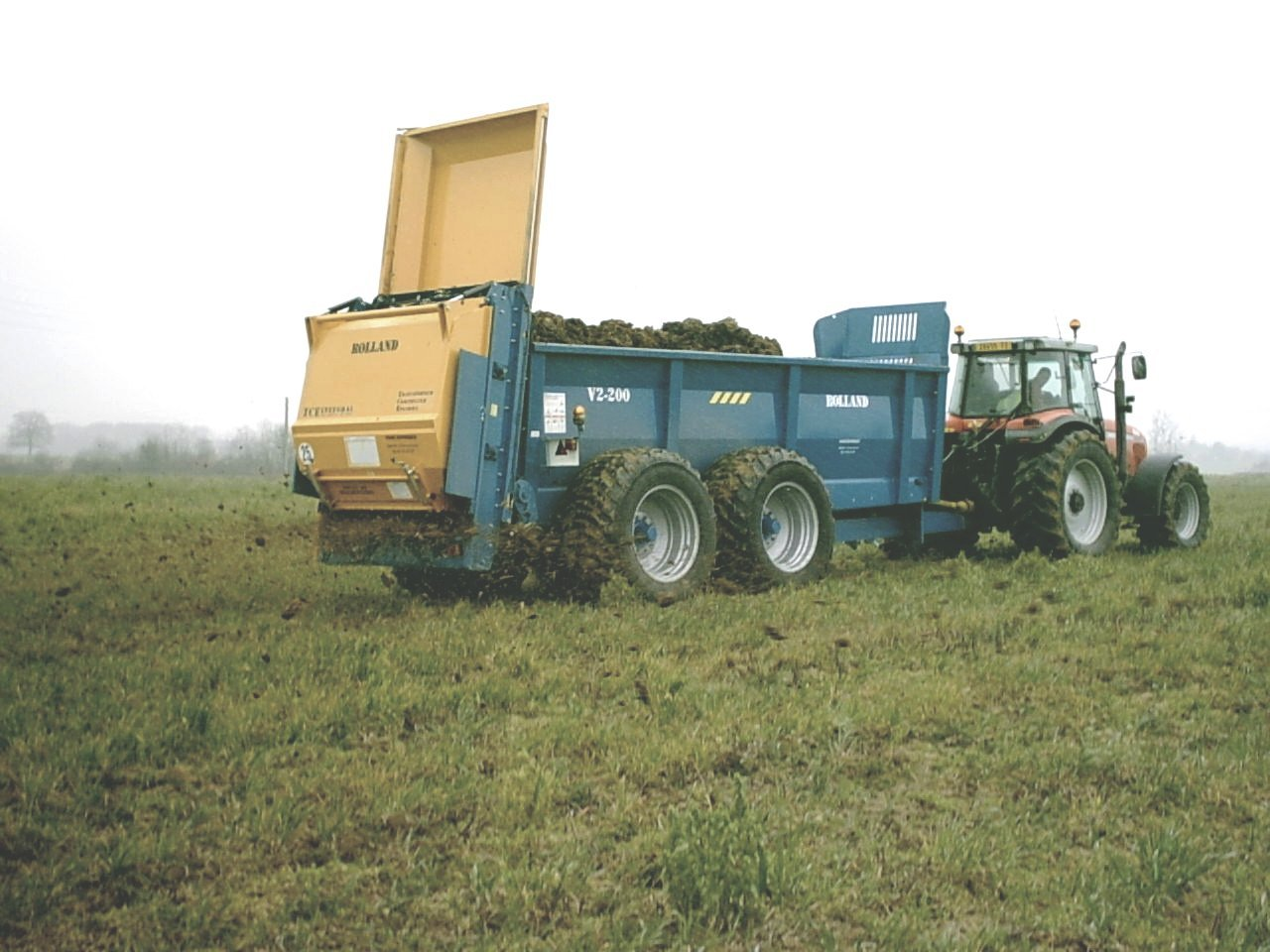
Miststreuer im Einsatz

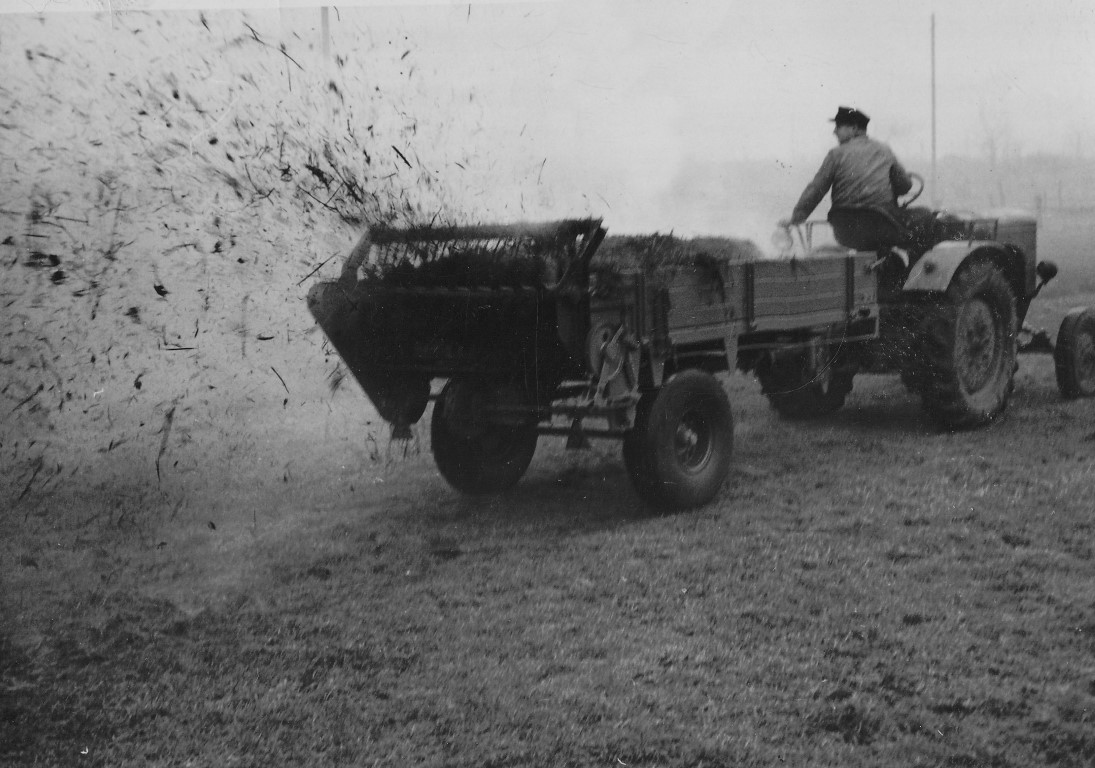
Miststreuer im Einsatz (1954)

Der Miststreuer (seltener auch Dungstreuer und nach Verwendung Kompoststreuer, in der Schweiz auch Mistzetter genannt) ist ein in der Landwirtschaft verwendeter spezieller Anhänger zum Transport und zur Ausbringung des bei der Viehhaltung anfallenden Festmists (Dung und Einstreu) oder aber auch von Champost und Komposten, sowie von festem Gärrest von Biogasanlagen auf dem Feld.  In Hinblick auf den Transport zum Ausbringungsort muss der Miststreuer zur Fahrt auf öffentlichen Straßen ausgerüstet sein.
Früher wurde der Mist zu Düngezwecken von Hand mit der Mistgabel ausgebracht, was insbesondere bei großen Mengen sehr aufwändig ist. Erst seit den 1950er Jahren haben sich Miststreuer als landwirtschaftliches Gerät etabliert.

## Aufbau
Miststreuer werden mit Einzel-, Tandem-, oder Tridemachsen angeboten. Auch Spezialmaschinen mit Raupenlaufwerk existieren. Die Nutzlast kann bis zu 50 t betragen. Das Streugut wird mittels Kratzboden oder einer beweglichen Vorderwand zum Ende des Anhängers gefördert, wo er vom dort befindlichen Streuaggregat mit beweglichen Messern abgefräst und zugleich zerkleinert wird. Sodann wird der Mist durch Streuwalzen und/oder Teller gleichmäßig auf das Feld verteilt. Die Streuwalzen können je nach Typ waagrecht oder senkrecht angebracht sein. Die Streubreite kann bei Tellerbreitstreuwerken bis zu 20 m betragen. Kratzboden, Streuwalzen und Streuteller werden meistens über die Zapfwelle des ziehenden Traktors angetrieben. Es gibt aber auch Miststreuer mit Bodenantrieb über die Räder, die sich zum Einsatz mit Zugtieren eignen. Bei modernen Miststreuern wird der Kratzboden teilweise aber auch über ein Getriebe durch einen Hydraulikmotor angetrieben. So kann die Ausbringmenge einfach über den Volumenstrom für den Ölmotor gesteuert werden. Auch kann bei Verstopfungen der Kratzboden einfach reversiert (die Förderrichtung des Kratzbodens umgekehrt) werden. Bei Großflächenstreuern kommt oft ein hydraulisch verstellbarer Stauschieber vor dem Streuwerk zum Einsatz, um die Dosierbarkeit zu verbessern.
Da der Mist zur Verbesserung der Bodenfruchtbarkeit und zur Düngung eingesetzt wird, kann die Ausbringmenge durch die Fahrgeschwindigkeit des Zugfahrzeuges und durch die einstellbare Vorschubgeschwindigkeit des Kratzbodens variiert werden. Optional können in den Miststreuer auch Wiegeeinrichtungen integriert werden, mit denen über eine Regelung der Kratzbodengeschwindigkeit die Ausbringmenge exakt geregelt werden kann.
Das Streuwerk ist vielfach abbaubar, damit der Anhänger außerhalb der Düngezeit für andere Zwecke genutzt werden kann.
Im Gartenbau nutzt man den Miststreuer trotz des schlechteren Mischungsergebnisses anstelle kostspieligerer stationärer Mischmaschinen auch zum Vermischen der verschiedenen Zuschlagsstoffe bei der Herstellung von Erdsubstraten.

## Galerie

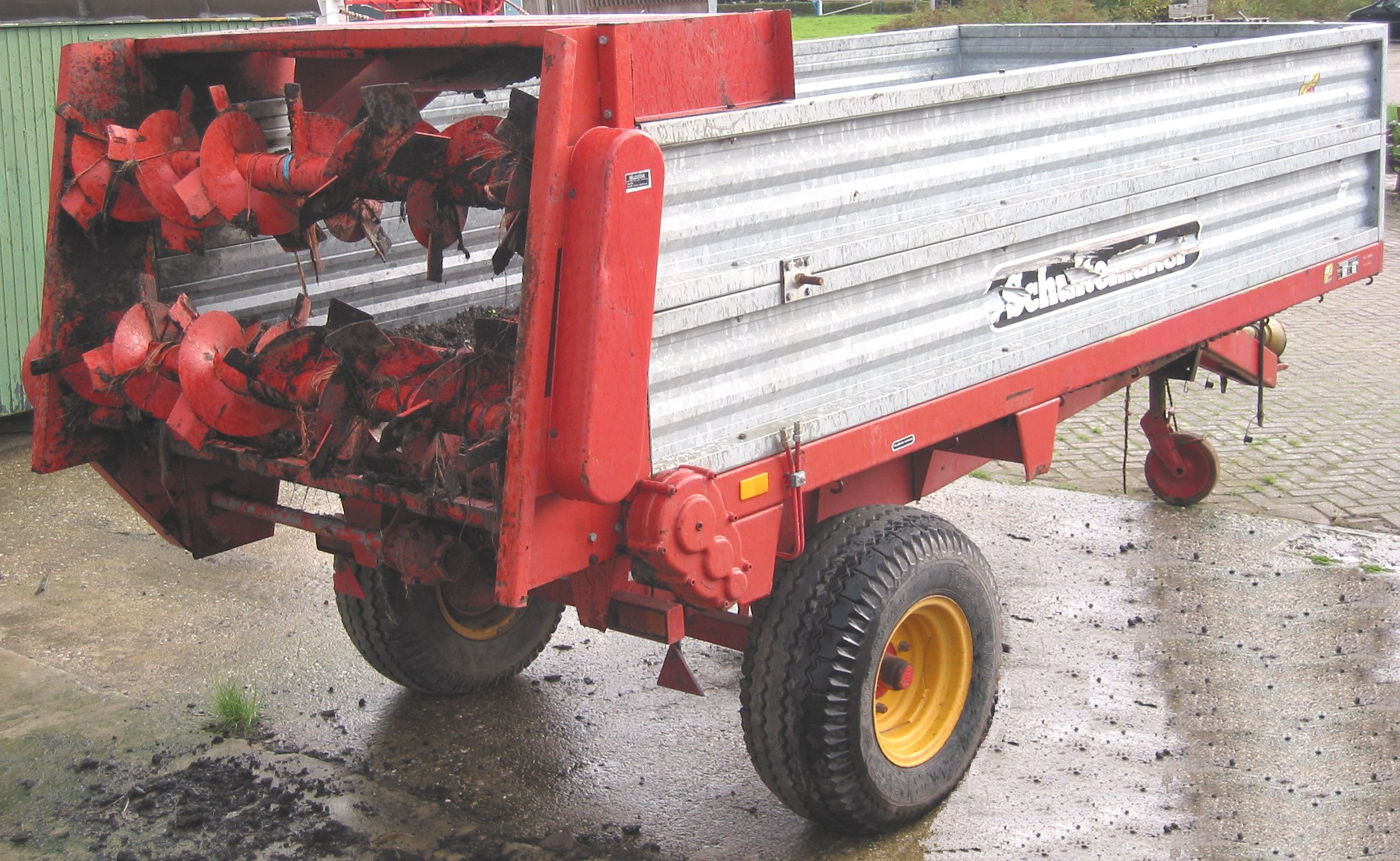
Miststreuer, Anhänger von hinten
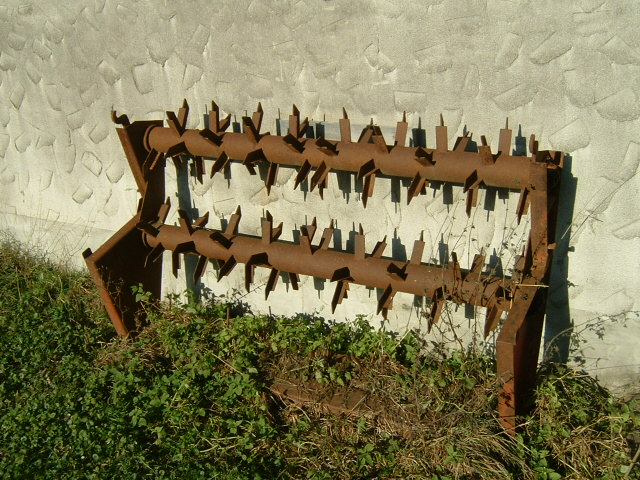
Ausgebautes Streuwerk
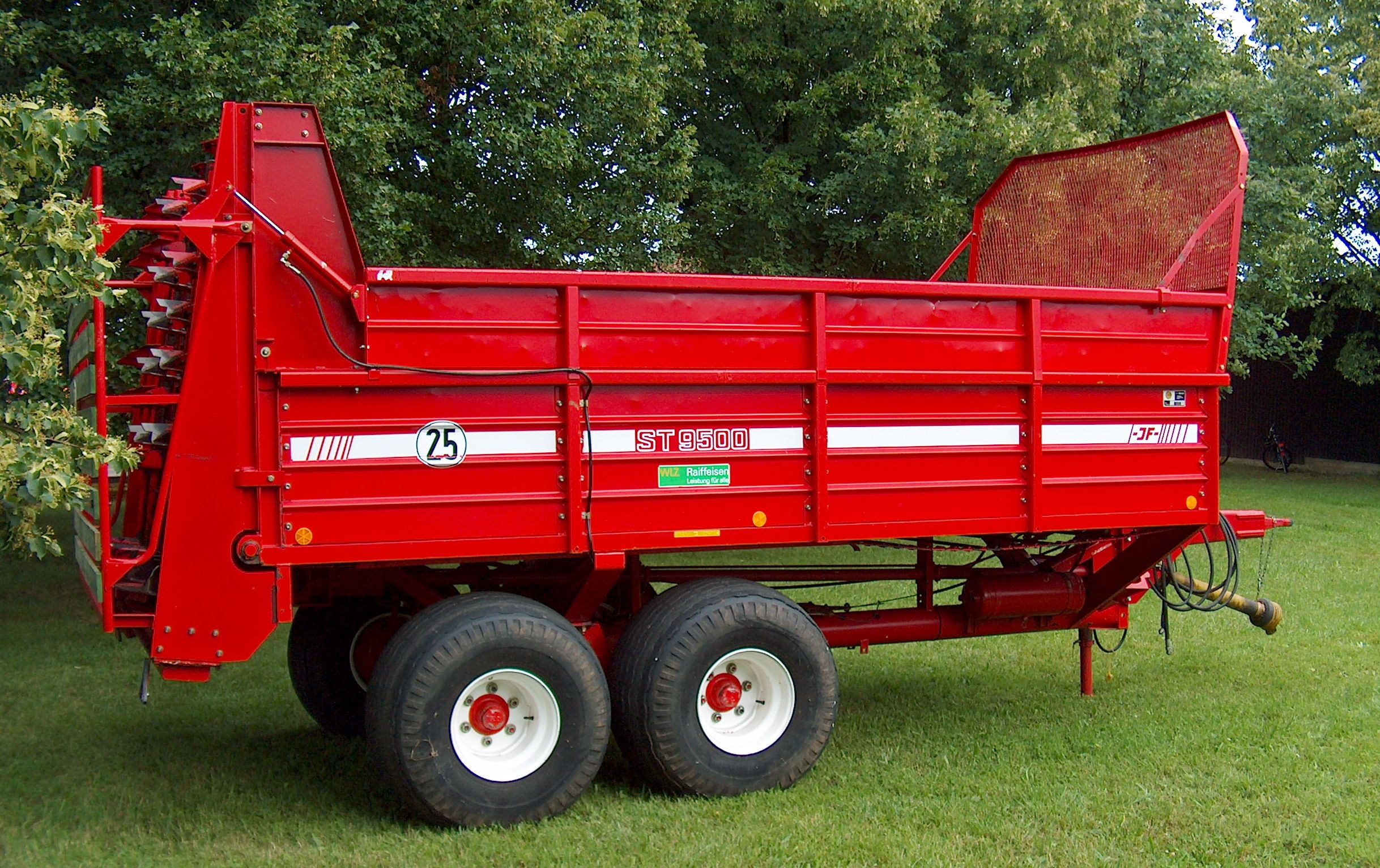
Doppelachsiger Miststreuer

## Belege
1. ↑  Marktübersicht Miststreuer/Mistzetter. Ergänzung zum Schwerpunkt "Hofdünger", Schweizer Landtechnik Ausgabe Februar 2021. Abgerufen am 31. Mai 2023.
2. ↑  Brochard Stalldungstreuer stellt neuen Weltrekord auf. 9. Juli 2018, abgerufen am 1. August 2021.
3. ↑  Abschiebe-Dungstreuer ADS. Abgerufen am 1. August 2021 (deutsch).
4. ↑  Michael Koch: Traditionelles Arbeiten mit Pferden. 3. Auflage, Verlag Ulmer, Stuttgart-Hohenheim
5. ↑  Ulrich Sachweh (Herausgeber): Der Gärtner, Band 3, Baumschule, Obstbau, Samenbau, Gemüsebau. 2. Auflage, Ulmer, Stuttgart 1986/1989, ISBN 3-8001-1148-9, S. 133